# Chapelle royale Christ Church
La chapelle royale Christ Church (Christ Church, Her Majesty's Chapel Royal of the Mohawk) est une chapelle située à Tyendinaga, au sud de Deseronto en Ontario. Elle est une des six chapelles royales situées en dehors du Royaume-Uni, et une des deux seules au Canada.
Construite en 1843, elle a été désignée en tant que lieu historique national en 1995 par la commission des lieux et monuments historiques du Canada. Elle est consacrée chapelle royale par 1904 par Édouard VII.